# Белозёров, Сергей Павлович
Сергей Павлович Белозёров (род. 22 октября 1977, Харабали, Харабалинский район, Астраханская область) — российский военнослужащий, полковник. Герой Российской Федерации (2022).

## Биография
Родился в семье врачей. Отец — хирург, мать — педиатр. В 1994 году окончил харабалинскую среднюю школу № 3 и поступил в Саратовское высшее военное командное Краснознаменное училище внутренних войск МВД России имени Ф. Э. Дзержинского. С первого курса стал сержантом, командиром отделения.
Окончил училище в 1999 году с отличием и был направлен в 12-ю отдельную бригаду (Астрахань). Принимал участие в командировке в Чеченской Республике. Далее проходил службу в 22-й бригаде спецназа (Калач-на-Дону) и в 23-м отряде спецназа «Оберег» (Челябинск).
В звании подполковник в 2011 году окончил Общевойсковую академию ВС РФ, после чего около 7 лет командовал 28-м отрядом спецназа «Ратник» (Архангельск). После этого проходил службу на должности начальника штаба 33-й бригады особого назначения Северо-Западного округа внутренних войск (Ленинградская область)., затем заместитель начальника штаба Восточного округа войск Росгвардии (Хабаровск).
Участвовал с 24 февраля 2022 года во вторжении России на Украину. 23 ноября 2022 года присвоено звание Герой Российской Федерации. Награда вручена 8 декабря 2022 года.

## Личная жизнь
Состоит в браке. Жена — Оксана.

## Награды
- Звание «Герой Российской Федерации» (23.11.2022)
- Медаль ордена «За заслуги перед Отечеством» 2-й степени
- Медаль Суворова
- Медаль Жукова